# Vacuna atenuada
Una vacuna atenuada es una vacuna creada al reducir la virulencia de un patógeno, pero aun así mantenerlo viable (o "vivo"). La atenuación toma un agente infeccioso y lo altera para que sea inofensivo o menos virulento. Estas vacunas contrastan con las producidas al "matar" el virus (vacuna inactivada). 

## Ejemplos
Los ejemplos de vacunas atenuadas incluyen: 
- Viral: vacuna contra el sarampión, vacuna contra las paperas, vacuna contra la rubéola, vacuna contra la gripe viva atenuada (el aerosol nasal contra la gripe estacional y el aerosol nasal contra la gripe H1N1 2009), la vacuna contra la varicela, la vacuna contra la viruela, la vacuna oral contra la poliomielitis (Sabin), la vacuna contra el rotavirus y la vacuna fiebre amarilla.[2]
- Bacterias: vacuna BCG, vacuna oral contra la fiebre tifoidea[3] y vacuna contra el tifus epidémico.

## Desarrollo
Los virus pueden atenuarse a través del paso del virus a través de un huésped extraño, como: 
- Cultivo de tejidos
- Huevos embrionados
- Animales vivos

La población de virus inicial se aplica a un huésped. Uno o más de estos poseerán una mutación que le permitirá infectar al nuevo huésped. Estas mutaciones se extenderán, ya que las mutaciones permiten que el virus crezca bien en el nuevo huésped; el resultado es una población que es significativamente diferente de la población inicial y, por lo tanto, no crecerá bien en el host original cuando se reintroduzca (por lo tanto, está "atenuada"). Este proceso se conoce como "paso" en el que el virus se adapta tan bien al huésped extraño que ya no es perjudicial para el sujeto vacunado. Esto facilita que el sistema inmunitario del huésped elimine el agente y cree las células de memoria inmunológica que probablemente protegerán al paciente si están infectados con una versión similar del virus en la "naturaleza". 

## Administración
En una vacuna atenuada, se administran partículas de virus vivos con muy baja virulencia. Se reproducirán, pero muy lentamente. Como se reproducen y continúan presentando antígeno más allá de la vacunación inicial, se requieren refuerzos con menos frecuencia. Estas vacunas se producen cultivando el virus en cultivos de tejidos que seleccionarán cepas menos virulentas, o mediante mutagénesis o deleciones dirigidas en genes necesarios para la virulencia. Existe un pequeño riesgo de reversión a la virulencia; este riesgo es menor en las vacunas con deleciones. Las vacunas atenuadas tampoco pueden ser utilizadas por individuos inmunocomprometidos . 

## Ventajas
- Activa todas las fases del sistema inmunitario (por ejemplo, se producen anticuerpos locales IgA)[4]
- Proporciona inmunidad más duradera; los refuerzos se requieren con menos frecuencia[5]
- Bajo costo[6]
- Inmunidad rápida
- Algunos son fáciles de transportar y administrar (por ejemplo, la OPV para la poliomielitis se puede tomar por vía oral, en lugar de requerir una inyección estéril por parte de un trabajador de salud capacitado, como lo hace la forma inactiva IPV)[7]
- Las vacunas tienen fuertes efectos beneficiosos no específicos. Esos son los efectos que van más allá de los efectos protectores específicos contra las enfermedades específicas.[8]

## Desventajas
- En casos extremadamente raros, las mutaciones naturales pueden causar una reversión a la virulencia.[9] En este caso, el virus puede volver al tipo salvaje o convertirse en una cepa completamente nueva.
- Las vacunas vivas generalmente no se recomiendan para pacientes inmunocomprometidos debido al riesgo de complicaciones potencialmente graves.[10]
- Las cepas vivas generalmente requieren un mantenimiento avanzado, como refrigeración y medios frescos, lo que hace que el transporte a áreas remotas sea difícil y costoso.